# Vlektyfus

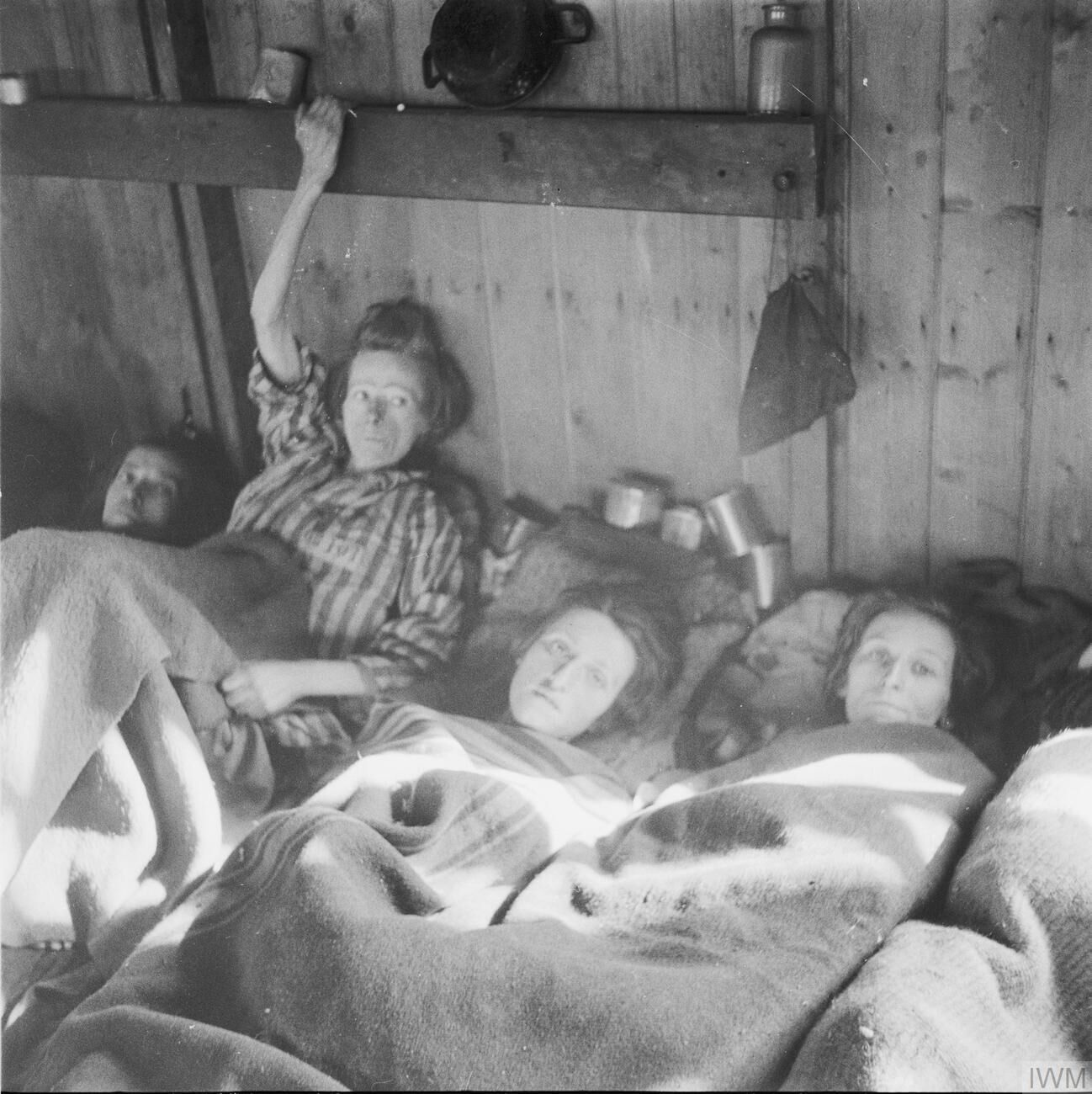
Vrouwen met vlektyfus liggen dicht op elkaar in een barak. Bevrijding van het Duitse concentratiekamp Bergen-Belsen, 1945

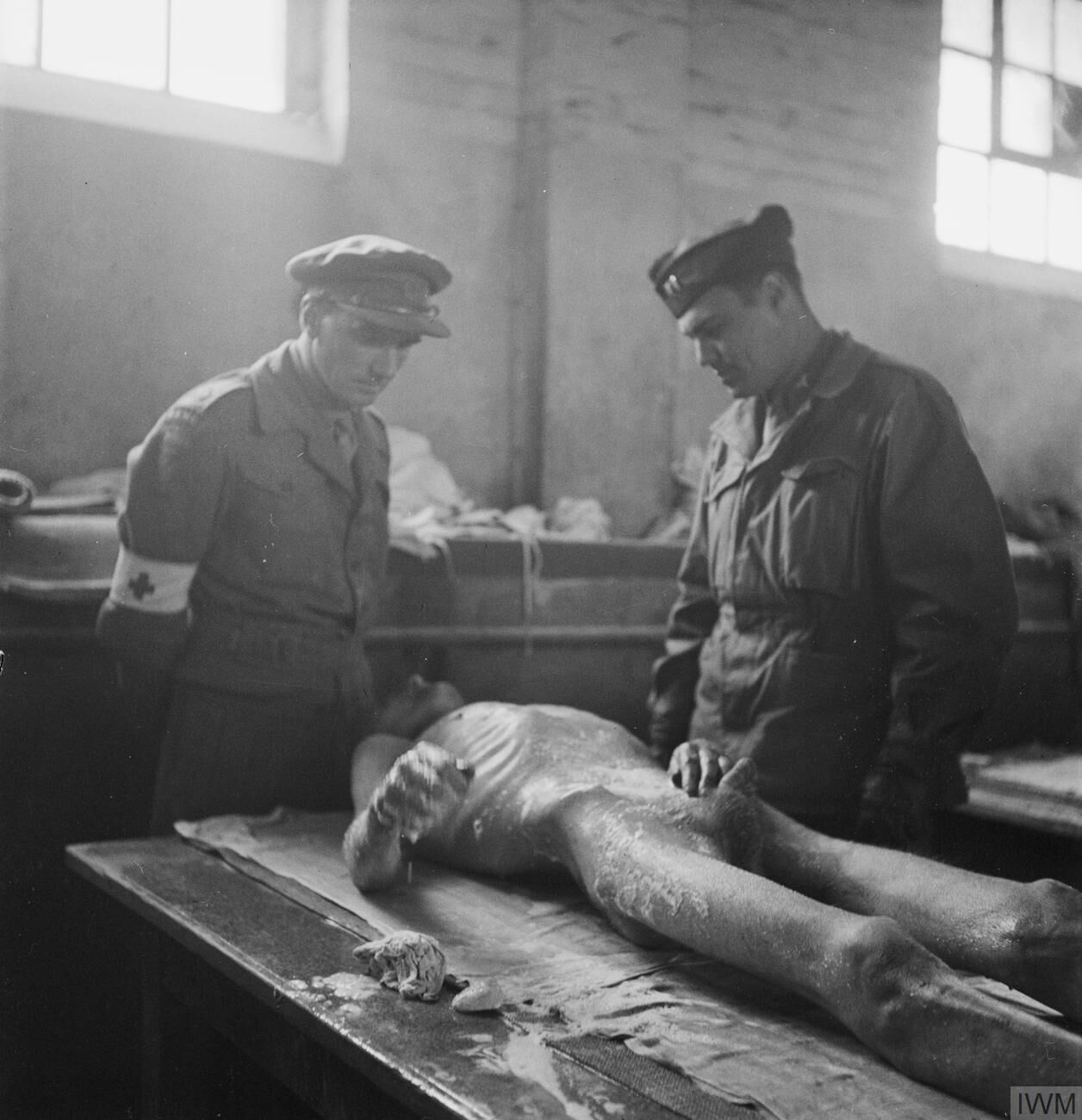
Een overledene van Bergen-Belsen met vlektyfus wordt onderzocht door Amerikanen, 1945

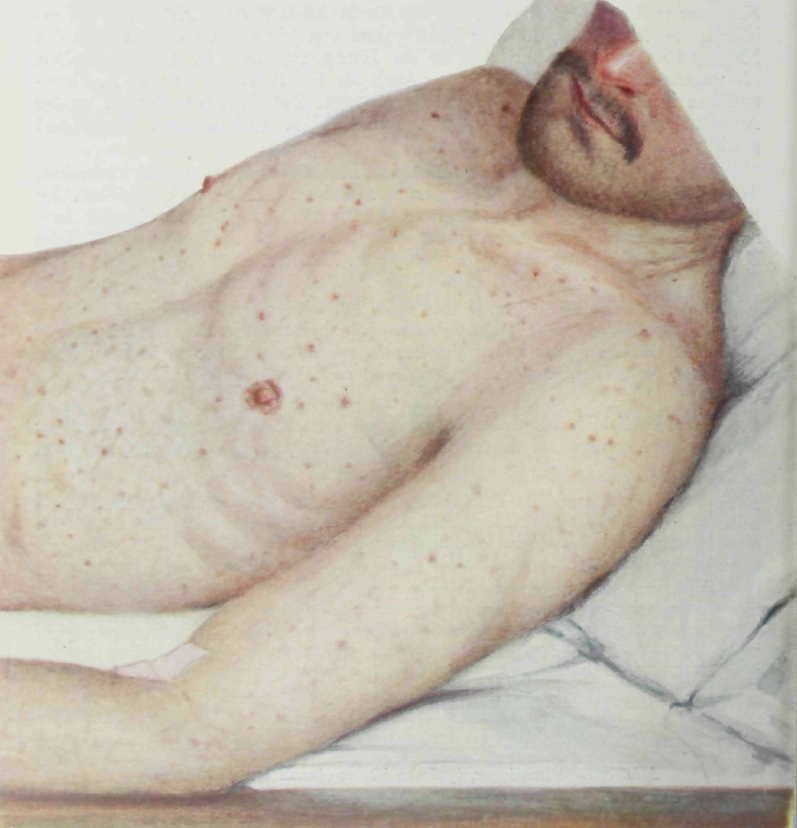
Huiduitslag bij een man door epidemische tyfus, 1914.

Vlektyfus is een besmettelijke ziekte die door bacteriën uit het geslacht Rickettsia wordt veroorzaakt. De naam komt van het Griekse typhos (τύφος, mist, nevel) en heeft betrekking op de effecten van het koortsdelier dat patiënten treft. Alle organen kunnen worden aangetast door de infectieziekte, maar de grootste schade treedt op aan huid, hart, centraal zenuwstelsel, spieren en nieren.
Vlektyfus wordt ook wel eenvoudig tyfus genoemd, hoewel er ook andere ziekten met tyfus worden aangeduid. Er bestaan verschillende soorten vlektyfus, waaronder endemische vlektyfus en epidemische vlektyfus.

## Endemische vlektyfus
De endemische vorm van vlektyfus, ook wel muriene tyfus genoemd, wordt veroorzaakt door een infectie met de bacteriën Rickettsia typhi en Rickettsia felis. Deze worden overgebracht door de beet en ontlasting van respectievelijk de rattenvlo en de kattenvlo. De incubatietijd is 1 tot 2 weken. Endemische vlektyfus is niet besmettelijk en heeft minder duidelijke en minder ernstige symptomen dan de epidemische vorm. In de helft van de gevallen zijn de symptomen koorts, ernstige hoofdpijn, rillingen, spierpijn, misselijkheid en huiduitslag. De rattenvlo wordt zelf niet ziek van de bacterie en blijft de bacteriën verspreiden. Behandeling kan met doxycycline.

### Besmetting en risicogroepen van endemische vlektyfus
Het reservoir voor de endemische vorm van vlektyfus is de rat. Deze ziekte is daarom een zoönose. Mensen met endemische vlektyfus zijn niet besmettelijk voor anderen. Rond 2019 komt vlektyfus vooral voor in warme gebieden waar ratten voorkomen, zoals de kuststeden van tropische en gematigde luchtstreken. Reizigers naar en inwoners van die gebieden lopen het grootste risico.

## Epidemische vlektyfus
De epidemische vorm van vlektyfus wordt veroorzaakt door besmetting met de bacterie Rickettsia prowazekii. Deze ziekte is zonder behandeling in 10% tot 60% van de gevallen dodelijk. De ziekte wordt door de ontlasting van kleerluizen overgebracht of door de beet van de luis. Besmetting kan bovendien optreden door krabben in open wondjes maar soms ook door inademing. De ziekte komt voor onder slechte hygiënische omstandigheden, zoals in overvolle ruimten tijdens oorlogen en hongersnoden. De kleerluis wordt zelf ziek van de bacterie en sterft binnen drie weken. De incubatietijd van epidemische vlektyfus is 1 week.
Deze vorm van tyfus is besmettelijk tijdens koorts en waarschijnlijk nog tot 3 dagen nadat de koorts weg is. De symptomen van epidemische vlektyfus zijn hoge koorts, rillingen, spierpijn, hoofdpijn, huiduitslag (roze vlekken), misselijkheid en overgeven. Ook kunnen er neurologische verschijnselen optreden, meningisme, delier en coma. De behandeling bestaat uit het antibioticum doxycycline (vroeger werden ook tetracycline en chlooramfenicol gebruikt). Wie vlektyfus heeft doorgemaakt, houdt de ziekteverwekker sluimerend bij zich en kan ook na jaren in stresssituaties of bij verminderde afweer de ziekte in mildere vorm weer krijgen. Dit staat bekend als de ziekte van Brill-Zinsser.
In 1928 werd de Nobelprijs voor Fysiologie of Geneeskunde toegekend aan de Franse bioloog Charles Nicolle vanwege zijn ontdekking dat de ziekte door luizen werd overgebracht.

### Besmetting en risicogroepen van epidemische vlektyfus
Het reservoir voor de epidemische vorm is de mens zelf. In onhygiënische omstandigheden wordt de bacterie R. prowazekii via kleerluizen op andere mensen overgebracht. De kleerluis heeft de neiging om zijn gastheer te verlaten als deze koorts heeft. Patiënten die worden ontluisd zijn niet meer besmettelijk.
Rond 2019 komt vlektyfus het meest voor in vluchtelingenkampen waar goede voorzieningen schaars zijn. In het verleden kwam de ziekte voor bij soldaten in loopgraven, maar ook in de Duitse concentratiekampen. In Nederland en de aangrenzende buurlanden België en Duitsland komen kleerluizen en daarmee de ziekte het meest voor bij dak- en thuislozen.

## Andere rickettsioses
Andere rickettsioses, ziekten veroorzaakt door bacteriën uit het geslacht Rickettsia, zijn:
- Rocky Mountain spotted fever, een vorm van vlektyfus veroorzaakt door verschillende soorten Rickettsia en overgebracht door tekenbeten.
- Queensland tick typhus, een in Australië voorkomende ziekte door besmetting met Rickettsia australis, overgebracht door teken.
- Siberian tick typhus, een naar Siberië vernoemde ziekte door besmetting met Rickettsia sibirica, overgebracht door teken.
- Afrikaanse tekenkoorts, veroorzaakt door Rickettsia africae.
- Fièvre boutonneuse of mediterrane gevlekte koorts, veroorzaakt door Rickettsia conorii.

## Andere ziekten die tyfus genoemd worden
- Scrubtyfus. Veroorzaakt door Orientia tsutsugamushi, die wordt overgebracht door oogstmijten.
- Buiktyfus. Een darmziekte veroorzaakt door salmonellabacteriën (Salmonella typhi).
- Paratyfus. Een darmziekte veroorzaakt door Salmonella paratyphi.

## Wetenswaardigheden
- Ook de pest werd door rattenvlooien overgebracht.
- De bacterie Coxiella burnetii, die Q-koorts veroorzaakt, werd oorspronkelijk ook tot de Rickettsia gerekend.

## Bekende personen die stierven aan vlektyfus
- Pherecydes van Syros (6e eeuw v.Chr.), filosoof, mythograaf, etymoloog en kosmoloog uit de 6e eeuw v.Chr.
- Lodewijk IX van Frankrijk (1214-1270), koning van Frankrijk[4]
- Juan van Oostenrijk (1547-1578), Spaans legerleider en landvoogd van de Nederlanden aan het begin van de Tachtigjarige Oorlog
- Hendrik Frederik Stuart, (1594-1612), Brits kroonprins
- Maria Christina van Oostenrijk (1742-1798), landvoogdes van de Oostenrijkse Nederlanden
- Franz Schubert (1797-1828), Oostenrijks componist
- Georg Büchner (1813-1837), Duits schrijver
- Carl von Basedow (1799-1854), Duits arts, door besmetting via een snijincident bij obductie
- Carlos Luis de Borbón (1818-1861), Graaf van Montemolín, Carlistisch troonpretendent
- Ignacio Zaragoza (1829-1862), Mexicaans generaal
- Theophiel Verbist (1823-1868), Belgisch missionaris
- Alexander van Oranje-Nassau (1851-1884), Nederlandse kroonprins
- Adam Opel (1837-1895), Duits industrieel, oprichter van het automerk Opel
- Henri Evenepoel (1872-1899), Belgisch kunstschilder
- Teresa van Los Andes (1900-1920), Chileense karmelietes en heilige
- Rafael Moreno Aranzadi (1892-1922), Spaans voetballer
- George Maduro (1916-1945), Nederlands verzetsstrijder, in Dachau
- Anne Frank (1929-1945), een Duits en later statenloos Joods meisje dat wereldberoemd is geworden door het dagboek dat ze schreef tijdens de Tweede Wereldoorlog, overleden in het Duitse concentratiekamp Bergen-Belsen (mogelijk ook door uitputting[bron?])
- Margot Frank (1926-1945), een Duits en later statenloos Joods meisje, zuster van Anne Frank, overleden in het Duitse concentratiekamp Bergen-Belsen (mogelijk ook door uitputting[bron?])
- Herman Bernard Wiardi Beckman (1904-1945), verzetsstrijder en Nederlands politicus van de SDAP, in het Duitse concentratiekamp Dachau
- Ben Telders (1903-1945), Nederlands rechtsgeleerde en politicus, in Bergen-Belsen